# トム・ウィルス

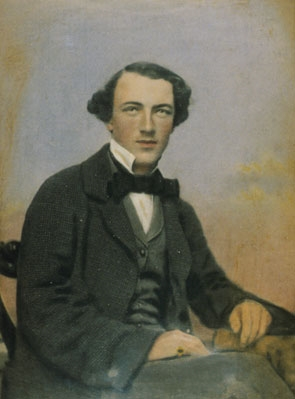
Tom Wills

トーマス・ウェントウォース・ウィルス（Thomas Wentworth Wills, 1835年8月19日-1880年5月2日）は、オーストラリア出身のオーストラリア初の著明なクリケット選手であり、オーストラリアンフットボールの発明者である。通称「トム・ウィルス（Tom Wills）」。
1850年、彼はイギリスのラグビー校にて教育を受ける。1858年、オーストラリアに帰国、オーストラリアンフットボールのベースとなるルールを完成させる手助けをする。1861年、彼はアボリジニによる大虐殺で父を失う。彼は運良く生き残りその大虐殺から5年後、アボリジニのクリケット選手のコーチとキャプテンを務めることになる。この時代における著明人の一人であったにもかかわらず、彼の私生活は酒浸りの日々だった。その為、スポーツのキャリアも少しずつ後退していった。そして1880年、彼は心臓をハサミで突き刺し自殺した。
彼を題材とした小説や映画はいくつか出版されており、現在も彼の像はメルボルン・クリケット・グラウンドの前に立っている。